# Rab Zera I.
Rab Zera I. war ein Amoräer der 3. Generation.
Er stammte aus Babylonien, war Schüler des Rab Jehuda bar Jechezqel, gegen dessen Willen er sich nach Palästina begab. Dort trat er in nahe Beziehungen zu Ammi, Assi und Abbahu.
Als Schüler Zeras gelten besonders Jirmeja, Abba b. Zebina und Chaggai.
Rab Zera I. ist nicht zu verwechseln mit dem späteren palästinischen Zera, der ein Schüler Jirmejas war.
Rab Zera I. war kein Freund der Haggada: Die Haggada lässt sich hin und her wenden, und wir lernen nichts aus ihr (pal. Talmud Maasserot III. 51a).